# Copelatus sahlbergi
Copelatus sahlbergi är en skalbaggsart som beskrevs av J. Balfour-browne 1939. Copelatus sahlbergi ingår i släktet Copelatus och familjen dykare.

## Underarter
Arten delas in i följande underarter:
- C. s. dreheri
- C. s. sahlbergi